# Ukrainisches Kulturerbe während der russischen Invasion 2022

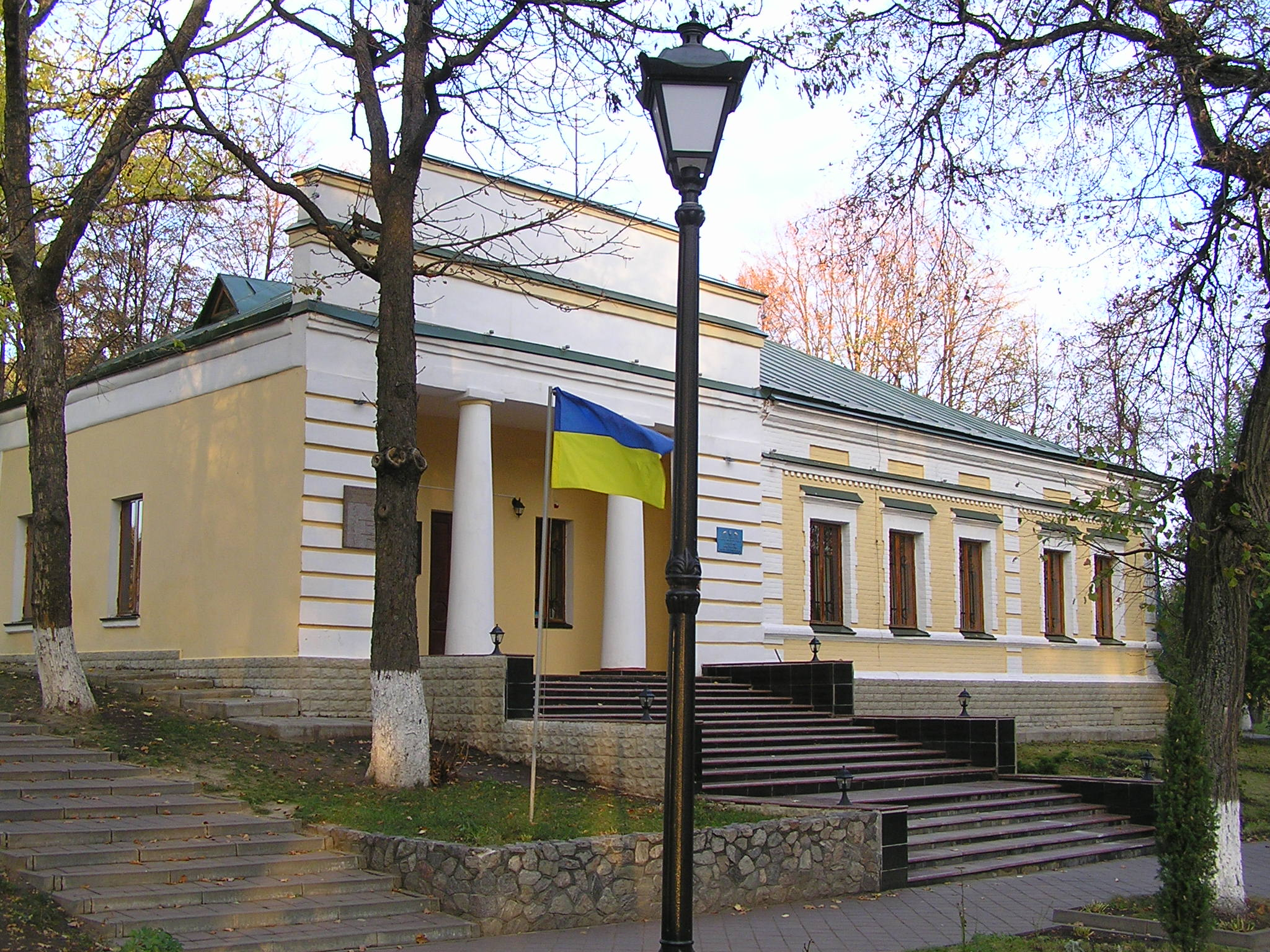
Hryhoriy Skovoroda Memorial Museum im Rajon Solotschiw, 2011

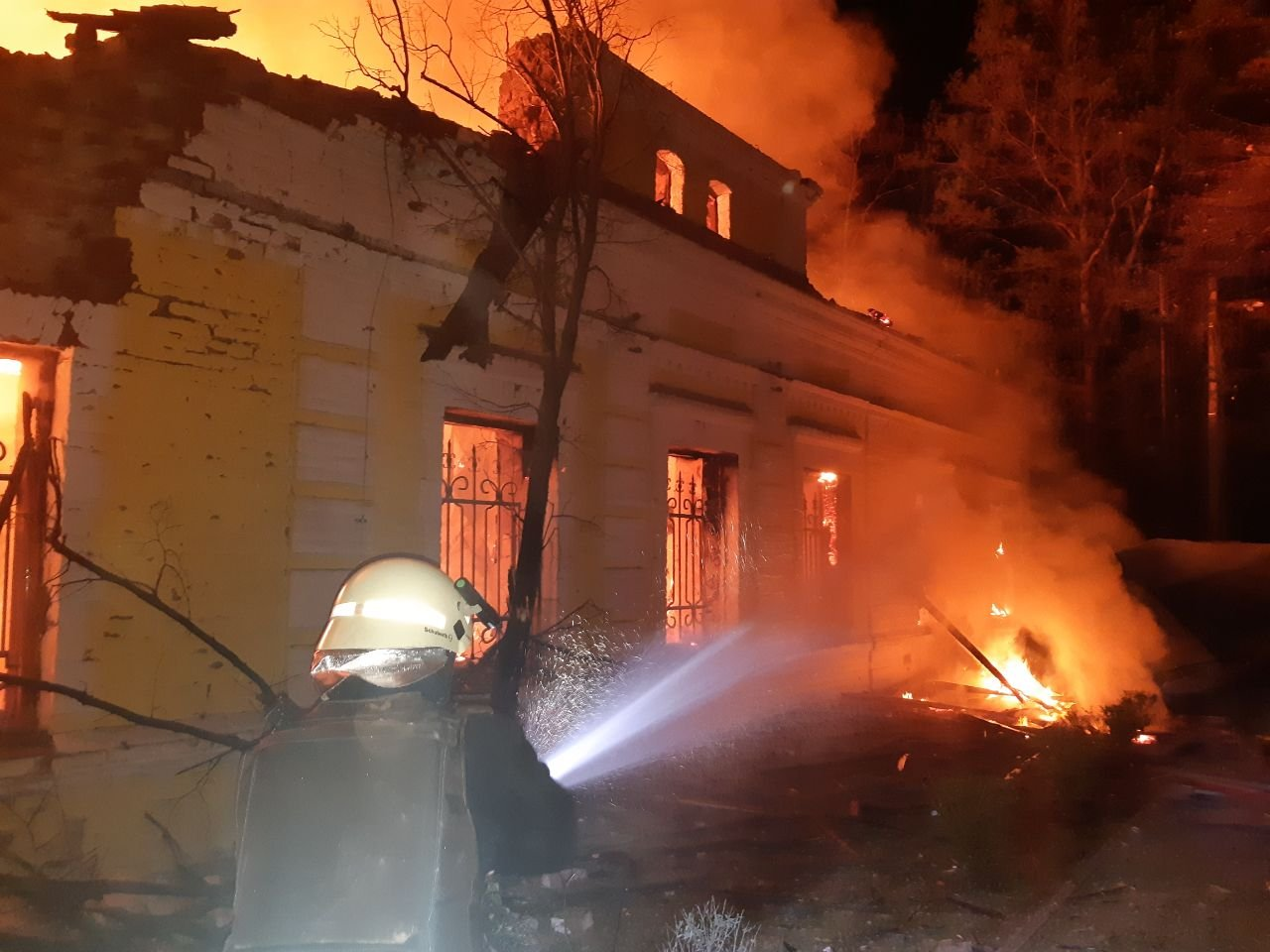
Das Museum nach dem Beschuss vom 6. Mai 2022

Das ukrainische Kulturerbe erlitt während der russischen Invasion 2022 erhebliche Schäden. Durch die Kämpfe bei der russischen Invasion in die Ukraine ab dem 24. Februar 2022 wurden viele Stücke des ukrainischen Kulturerbes zerstört, beschädigt oder durch die weitreichenden Zerstörungen im ganzen Land gefährdet. Bei der Invasion, die eine erhebliche Eskalation des 2014 begonnenen russisch-ukrainischen Krieges darstellt, handelt sich um den größten militärischen Angriff in Europa seit dem Zweiten Weltkrieg.

## Rechtliche Absicherung
Kulturgüter genießen nach dem humanitären Völkerrecht einen besonderen Schutz. Das Protokoll I der Genfer Konvention und das Haager Übereinkommen zum Schutz von Kulturgütern bei bewaffneten Konflikten (die beide für die Ukraine und Russland verbindlich sind) verbieten es den Vertragsstaaten, historische Denkmäler zur Unterstützung der militärischen Bemühungen zu nutzen und sie zum Gegenstand von Feindseligkeiten oder Repressalien zu machen. Das Zweite Protokoll zur Haager Konvention erlaubt Angriffe auf Kulturgüter nur im Falle einer „zwingenden militärischen Notwendigkeit“, wenn es keine machbare Alternative gibt. Angriffe auf Kulturgüter gelten als Kriegsverbrechen und können vor dem Internationalen Strafgerichtshof verfolgt werden.

## Besondere Standorte

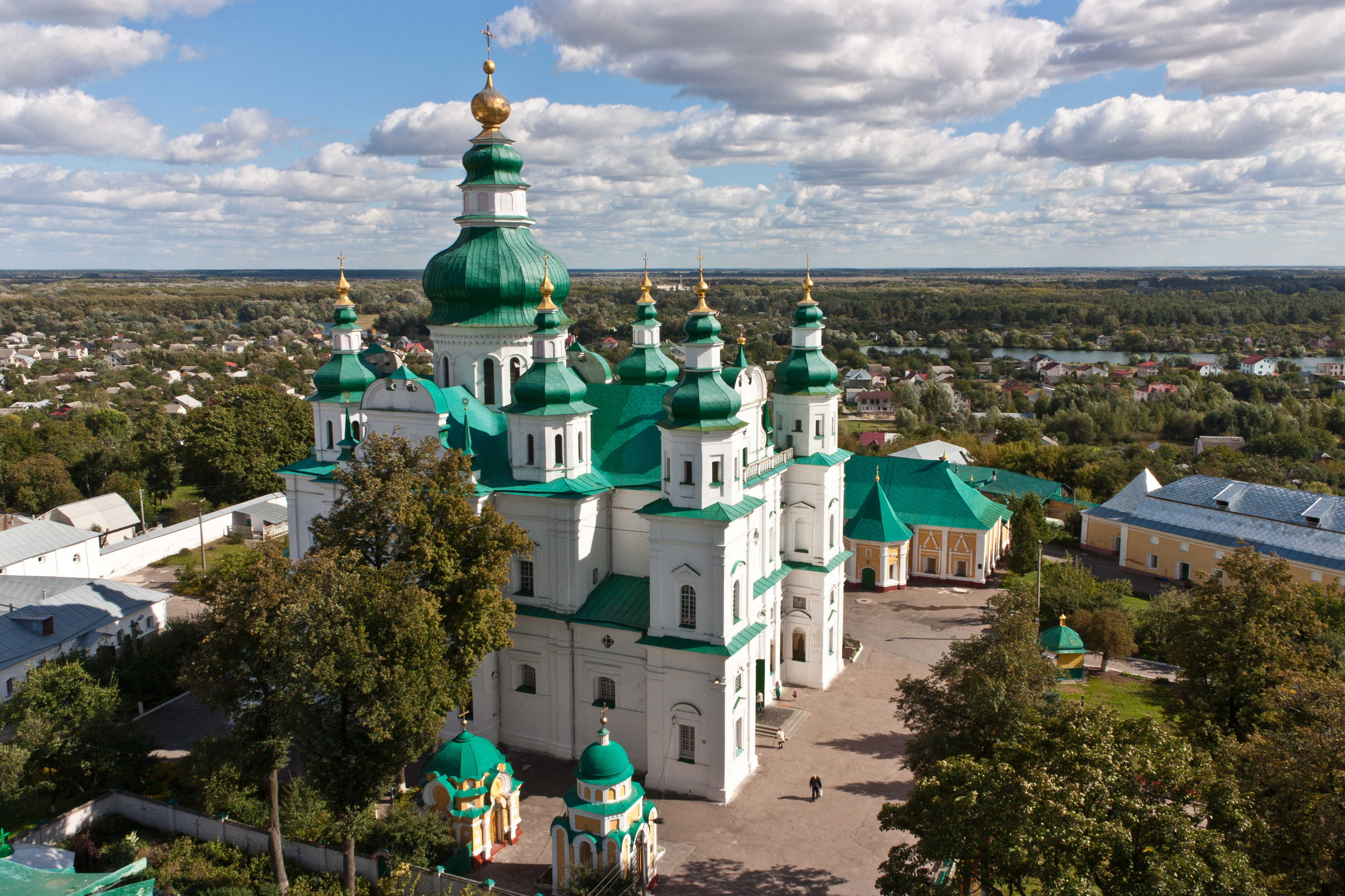
Das Dreifaltigkeitskloster in Tschernihiw wurde während der Belagerung der Stadt durch Russland beschädigt

In der Ukraine gibt es sieben Welterbestätten der Organisation der Vereinten Nationen für Erziehung, Wissenschaft und Kultur (UNESCO),  darunter die Sophienkathedrale in Kiew, die Kiewer Höhlenkloster und ein ganzes Viertel von Lwiw. Weitere Stätten in Charkiw, Mykolajiw und Tschernihiw wurden für die Aufnahme in die Liste des Welterbes in Betracht gezogen, aber vor der Invasion nicht aufgenommen.
Ende April 2022 wurde berichtet, dass die Ukraine das Wrack der Moskwa als „Unterwasserkulturerbe“ registriert hat.

## Anstrengungen zum Erhalt des Kulturerbes

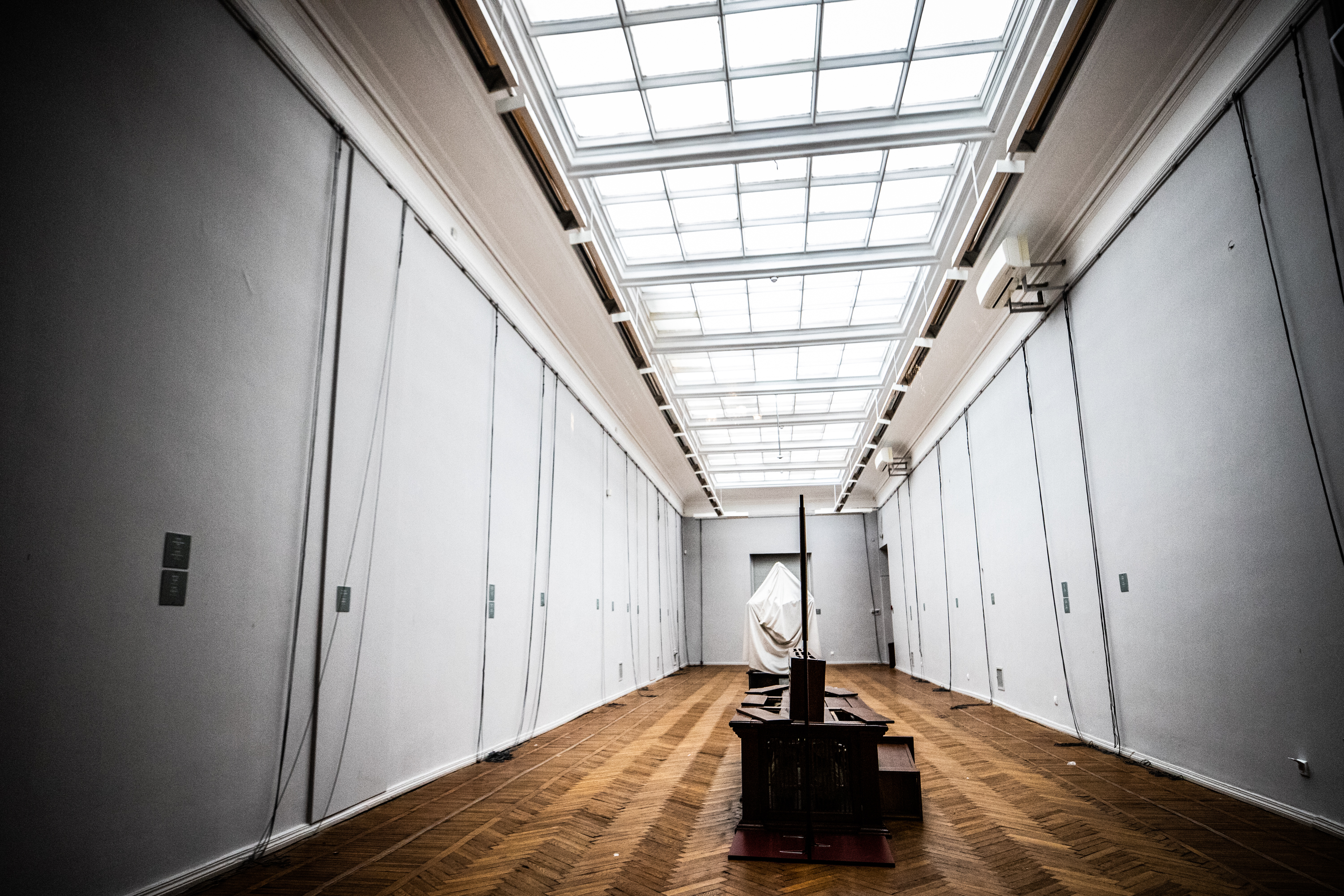
Leere Kiewer Nationale Kunstgalerie nach der Auslagerung der Gemälde in Schutzräume

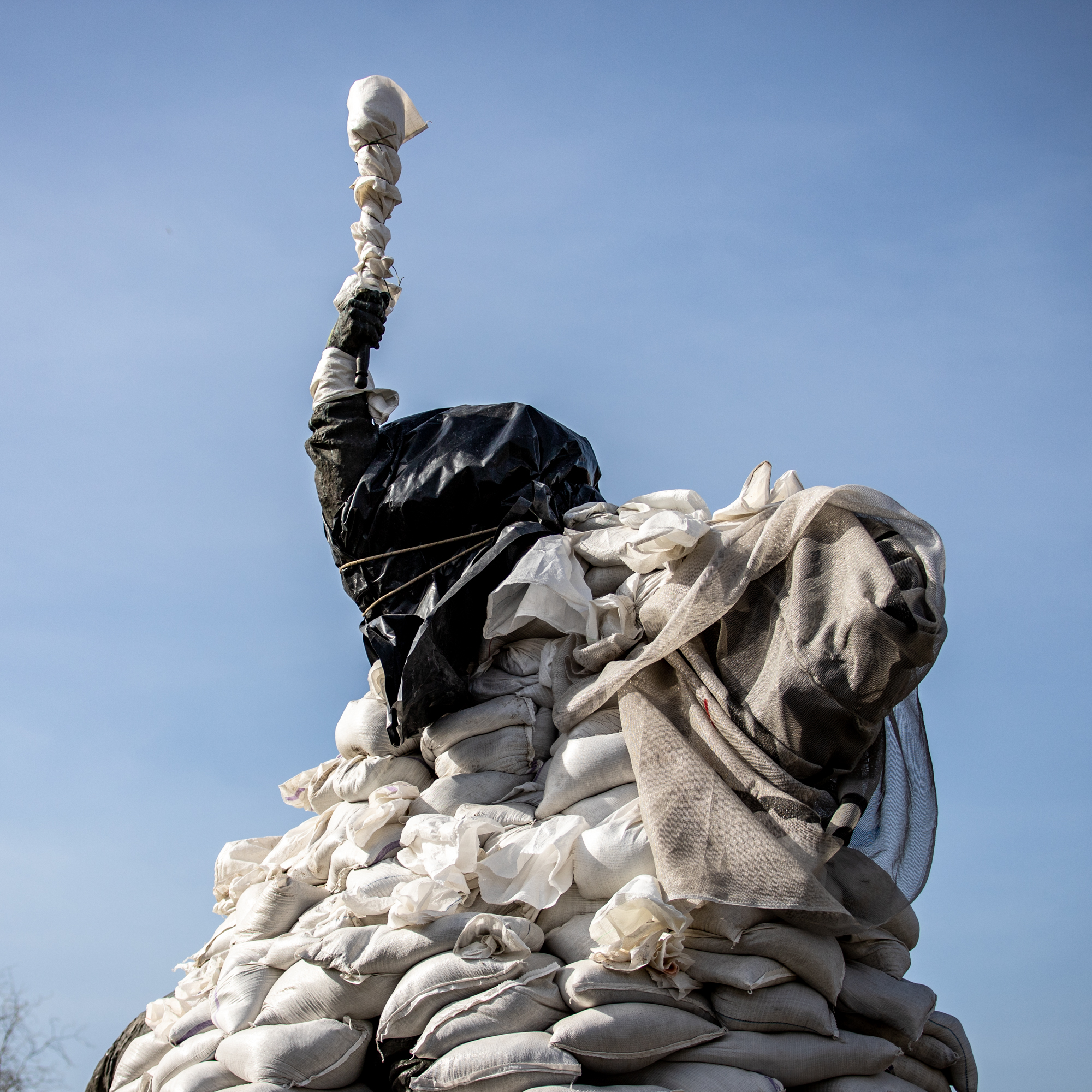
Denkmal für Hetman Sahaidachny in Kiew durch Sandsäcke geschützt

Der Direktor des Nationalen Historischen Museums in Kiew, Fedir Androschtschuk, arbeitete mit zwei Kollegen zusammen, um das Museum vor Angriffen und möglichen Plünderungen zu bewahren und zu schützen. Androschuk berichtete auch, dass es vier weiteren Museen in Winnyzja, Schytomyr, Sumy und Tschernihiw gelungen sei, ihre wichtigsten Ausstellungen zu entfernen, zu lagern und zu schützen, wobei das Museum in Winnyzja als Unterkunft für Vertriebene diente. Das Künstlerkollektiv Asortymentna kimnata (Assortierter Raum), das seinen Sitz im Zentrum für zeitgenössische Kunst in Iwano-Frankiwsk hat, schuf mehrere Bunker und arbeitete mit Galerien in Kiew, Mariupol, Odesa, Saporischschja und anderswo zusammen, um die Werke aus den Galerien zu evakuieren und zu erhalten.
Viele Denkmäler und Gedenkstätten sind mit Sandsäcken geschützt oder in verschiedene Materialien eingewickelt. In Kiew wurden bis Mitte April etwa 28 Objekte auf diese Weise geschützt. In Lwiw versuchten Anwohner, mehrere Steinstatuen und Brunnen, die nicht abgebaut werden konnten, zu retten, indem sie sie in Plastik, Schaumstoff und andere Materialien einwickelten. Die Lwiwer Stiftung für die Erhaltung architektonischer und historischer Denkmäler hat weitere Bemühungen fotografiert und Holzrahmen und -platten zum Schutz von Denkmälern und Kirchenfenstern veröffentlicht.
Am 28. März eröffnete das Ministerium für digitale Transformation ein NFT-Museum, das dazu beitragen soll, die Staatlichkeit und die Geschichte der Ukraine zu bewahren, wobei alle Einnahmen an das Ministerium gehen. Die Website „Ukrainian MetaHistory NFT-Museum“ sollte eine „Kriegslinie“ oder eine Zeitleiste der Ereignisse mit einer entsprechenden NFT enthalten, die einen Tweet zu einem wichtigen Moment des Krieges und eine Illustration eines ukrainischen Künstlers enthielt. Bis zum 1. April kamen durch den Verkauf der NFTs rund 600.000 US-Dollar zusammen, die für den Wiederaufbau von zerstörten oder beschädigten Museen, Theatern und anderen kulturellen Einrichtungen bestimmt sind.

### International
Kurz nach der Invasion gab die UNESCO bekannt, dass sie daran arbeitet, alle wichtigen historischen Denkmäler und Stätten im ganzen Land mit dem Emblem der Haager Konvention von 1954 zu kennzeichnen, dem international anerkannten Symbol für den Schutz des kulturellen Erbes in einem bewaffneten Konflikt. Die Organisation würde auch mit den Museumsdirektoren des Landes zusammenarbeiten, um die Konservierungsmaßnahmen zum Schutz der Sammlungen zu koordinieren und etwaige Schäden an Kulturstätten mit Hilfe von Satellitenbildern zu überwachen.
Kultureinrichtungen in Polen boten über das kurz nach der Invasion gegründete Komitee für die Unterstützung der Museen der Ukraine Hilfe an. Das Komitee bot allen Museen und Kultureinrichtungen in der Ukraine Unterstützung bei der Betreuung und Sicherung ihrer Sammlungen sowie bei der Dokumentation, Digitalisierung und Inventarisierung der Sammlungen an. Die Unterstützung durch andere Institutionen wurde während des gesamten Krieges fortgesetzt. Im Mai 2022 beauftragte das  tschechische Kulturministerium das  Prager Nationalmuseum, Verpackungsmaterial wie Luftpolsterfolie und Polyethylenschaum sowie Sicherheitsausrüstungen wie Feuerlöscher und Grobspanplatte zum Verschließen der Fenster zu schicken. Internationale Organisationen wie das Ukraine Art Aid Center der Deutsch-Ukrainischen Gesellschaft für Wirtschaft und Wissenschaft (Sitz in Deutschland, unterstützt u. a. von der deutschen Bundesregierung) und die International Alliance for the Protection of Heritage (Aliph; Sitz in der Schweiz) leisten seit Frühjahr 2022 ebenfalls sehr namhafte Nothilfe. So gelangen etwa Verpackungsmaterialien, Arbeitsausrüstung sowie Geräte für die Restaurierung, den Feuerschutz, die Sicherung der Stromversorgung und die Digitalisierung in die Ukraine. Beide Organisationen ermöglichen zudemviele gezielte Schutzprojekte vor Ort.

## Schäden

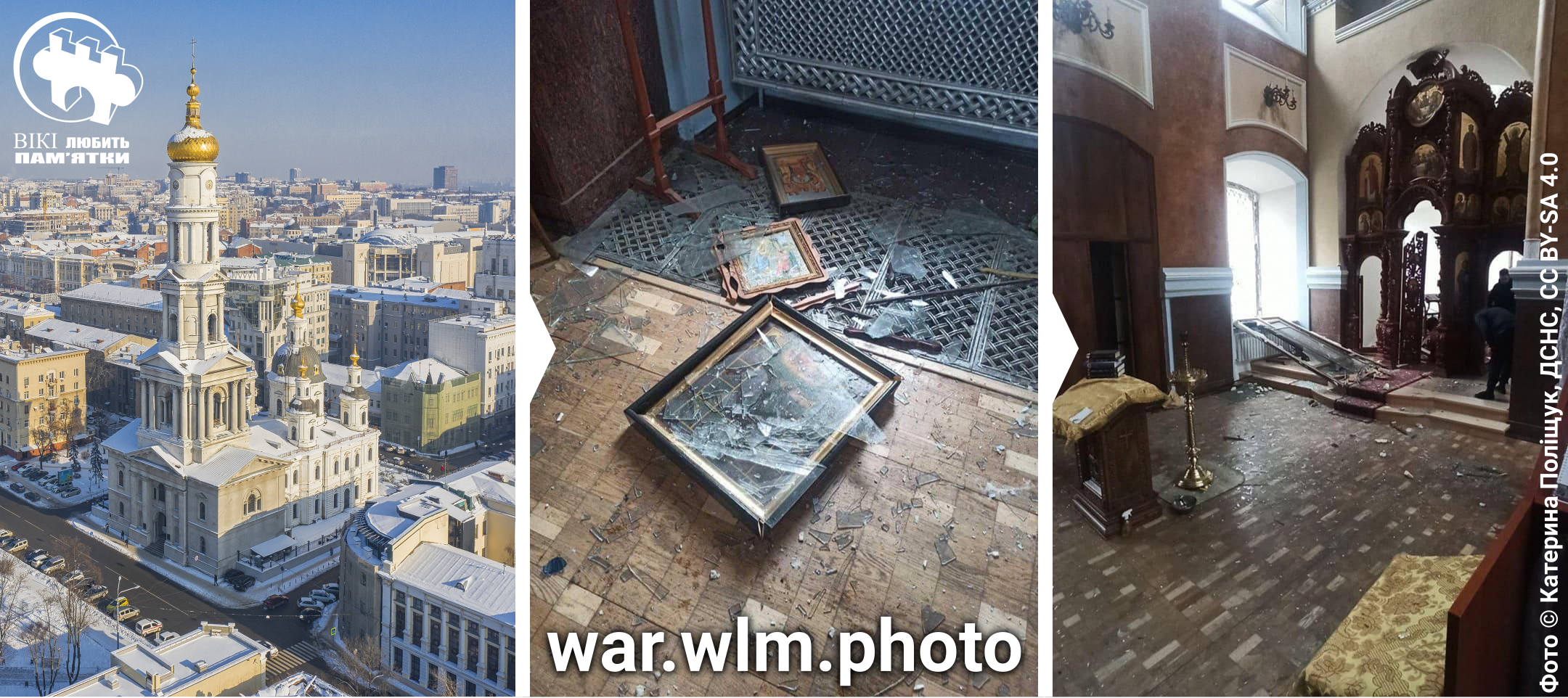
Die Dormitio-Kathedrale in Charkiw vor der Invasion und die Schäden im Inneren der Kathedrale

Am 1. April meldete die UNESCO die vollständige oder teilweise Beschädigung von mindestens 53 Objekten: 29 religiöse Stätten, 16 historische Gebäude, vier Museen und vier Denkmäler. Die Liste wurde als unvollständig bezeichnet, da einige Daten noch überprüft werden müssen. Am selben Tag meldete die Ukrainische Kulturstiftung vorläufig mehr als 150 beschädigte Objekte. Am 9. Mai hatte die UNESCO Schäden an 127 Stätten festgestellt: 54 religiöse Gebäude, 11 Museen, 26 historische Gebäude, 14 Gebäude für kulturelle Aktivitäten, 15 Denkmäler und sieben Bibliotheken.
Am 25. Februar 2022 brannte das Iwankiw-Museum für Geschichte und Heimatgeschichte, etwa fünfzig Kilometer von der Hauptstadt entfernt, nach russischem Bombardement bis auf die Grundmauern nieder. Das Museum enthielt volkstümliche Kunstwerke, darunter Gemälde von Marija Prymatschenko und Textilarbeiten von Hanna Veres. Einige Gemälde und andere Gegenstände wurden von Einheimischen aus dem brennenden Gebäude gerettet. Die Zahl der zerstörten oder beschädigten Kunstwerke von Prymatschenko, Veres und anderen Künstlern ist derzeit nicht bekannt.
Das im Bau befindliche Holocaust-Gedenkzentrum Babyn Jar wurde am 1. März 2022 beschädigt. Ein Museumsgebäude des Zentrums erlitt strukturelle Schäden und der angrenzende Friedhof wurde beschädigt. Andere Elemente der Gedenkstätte, darunter die Synagoge und die Menora-Skulptur, wurden nicht beschädigt. Das Gebäude der Kleinen Oper Kiew wurde am 15. März beschädigt.

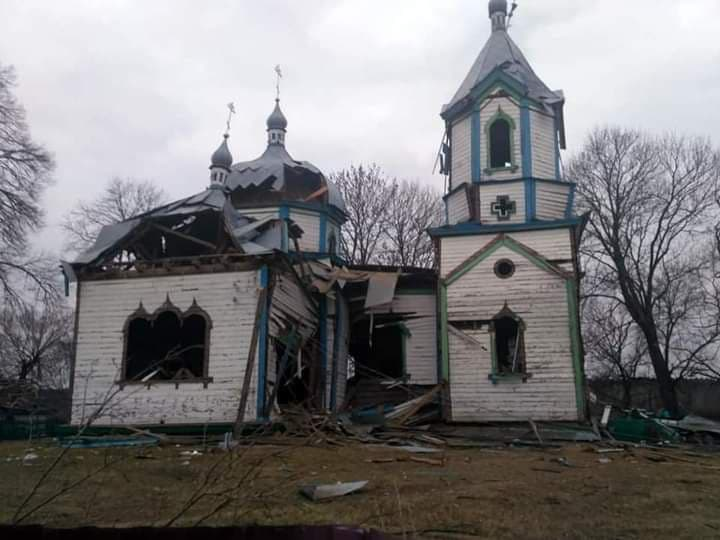
Zerstörte Kirche in Viazivka

Die Dormitio-Kathedrale wurde während der Schlacht um Charkiw beschädigt. Kunstwerke und Glasmalereien in der Kathedrale wurden durch einen Marschflugkörper beschädigt, der auch das Stadtzentrum von Charkiw beschädigte. Das Slowo-Gebäude in Charkiw wurde ebenfalls beschädigt. Eine den Opfern des Holocaust gewidmete Erinnerungsstücke an das Massaker von Drobyzkyj Jar am Stadtrand von Charkiw wurde durch russische Militäraktionen beschädigt. Am 7. März wurde das Kunstmuseum in Charkiw äußerlich beschädigt, und obwohl die Ausstellungen nicht beschädigt wurden, waren sie weiterhin durch Straßen- und Luftangriffe gefährdet. Viele moderne Gebäude wurden beschädigt, darunter das Gebäude der Regionalverwaltung von Charkiw, die Stadtverwaltung von Charkiw, das Opern- und Balletttheater und das Gebäude der Wirtschaftsfakultät der Universität Charkiw.
Im März 2022 wurden drei im 19. Jahrhundert erbaute Holzkirchen durch russischen Beschuss zerstört: die St.-Georg-Kirche in Saworytschi, die Mariä-Geburt-Kirche in Wjasiwka und die Himmelfahrtskirche in Lukjaniwka. Alle diese Kirchen gehörten zum Moskauer Patriarchat. Das Kloster Swjatohirsk wurde am 12. März 2022 durch einen Luftangriff beschädigt, bei dem auch mehrere der rund 520 Flüchtlinge, die im Kloster Schutz suchten, verletzt wurden.

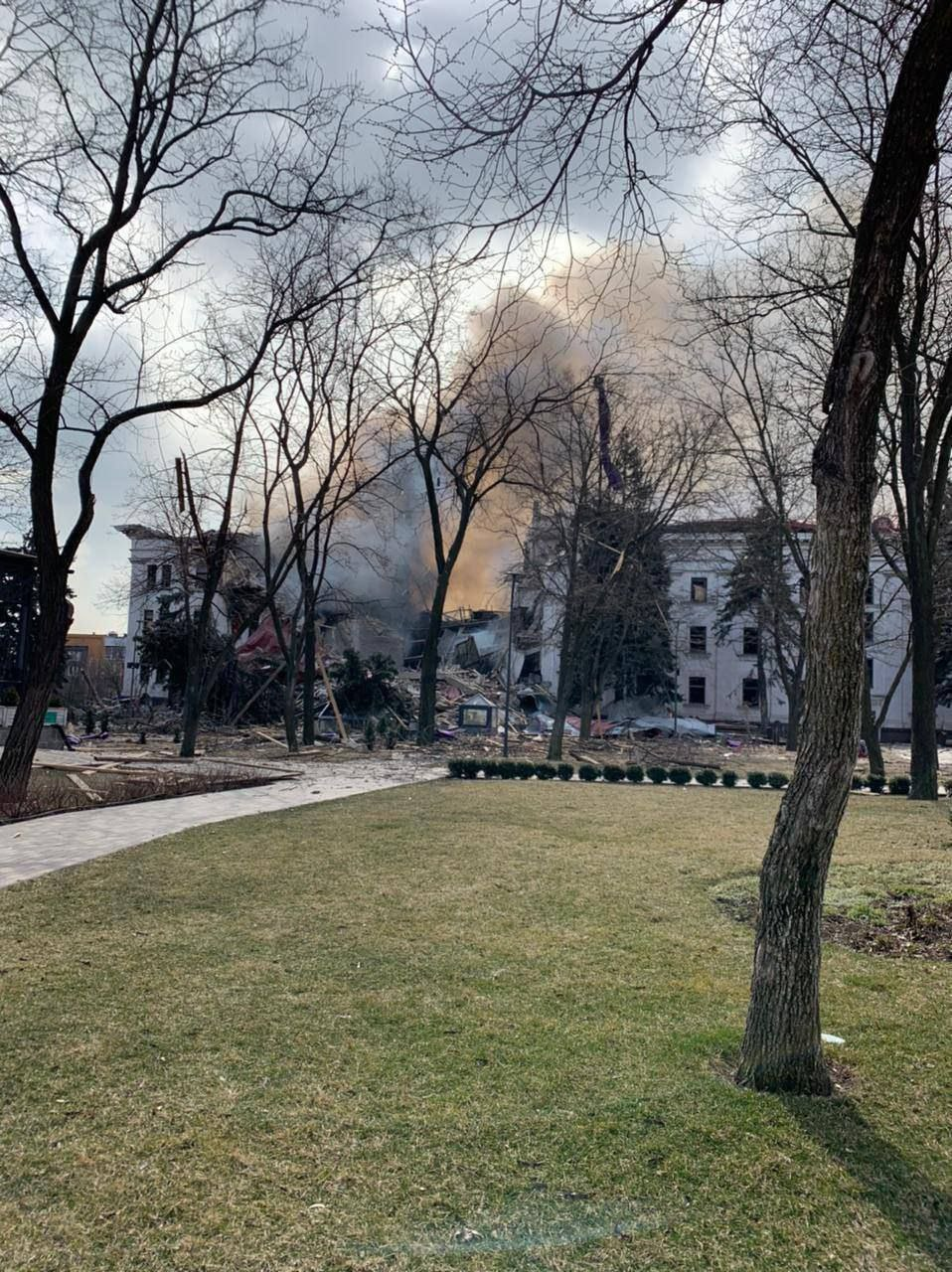
Das Schauspielhaus in Mariupol wurde am 16. März 2022 größtenteils zerstört, als mindestens 1300 Menschen darin Schutz suchten

Das 1960 erbaute Regionale Dramatheater von Donezk wurde am 16. März 2022 durch russische Luftangriffe weitgehend zerstört. Am 23. März 2022 wurde bekannt, dass das Kuindschi-Kunstmuseum, das dem Künstler Archip Kuindschi gewidmet war und Werke anderer ukrainischer Künstler enthielt, Berichten zufolge zerstört wurde, obwohl einige der Werke zuvor entfernt worden waren.
In der seit dem 24. Februar belagerten Stadt Tschernihiw wurde am 11. März das Vasil-Tarnovski-Haus des Museums für ukrainische Altertümer fast vollständig zerstört. Die regionale Jugendbibliothek von Tschernihiw im Stil des Neugotik wurde ebenfalls stark beschädigt. Am 6. März wurde das Regionale Kunstmuseum von Tschernihiw beschossen, am selben Tag wurde auch das Literaturmuseum von Tschernihiw beschädigt. Auch das Kino Shchors, das Hotel Ukraina und eine Museumsabteilung, die dem Militär gewidmet ist, wurden beschädigt, obwohl ihr Inhalt zuvor in einem Tresor versiegelt worden war. Die Korolenko Chernihiv Regional Universal Scientific Library wurde am 30. März bombardiert, wobei auch die Bibliothek beschädigt wurde.
Ende März 2022 wurde bekannt, dass der Club 8-bit, eines der größten privaten Computermuseen der Ukraine, in dem über 500 Stücke der Computergeschichte bis zurück in die 1950er Jahre aufbewahrt wurden, bei der Belagerung von Mariupol zerstört worden war.

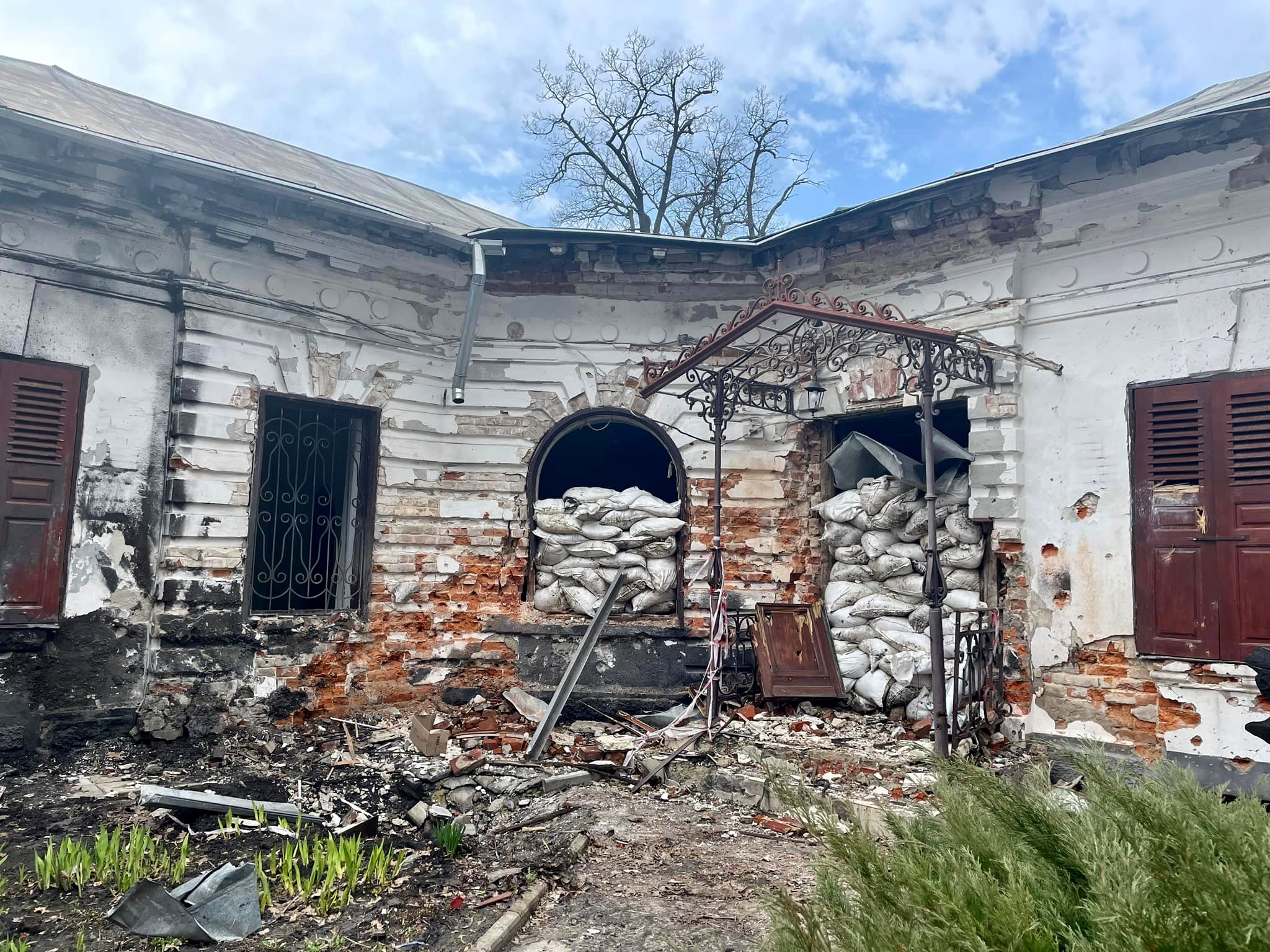
Das Heimatmuseum von Trostjanez im Gutshof Koenig aus dem 18. bis 19. Jahrhundert nach Besetzung und Beschuss

Der Bürgermeister von Trostjanez gab im April 2022 bekannt, dass das Gut Koenig, ein neoklassizistischer Palastkomplex aus dem 18. Jahrhundert, zu dem ein Heimatmuseum, ein Schokoladenmuseum, eine Kunstgalerie, eine Galerie über den russischen Komponisten Pjotr Tschaikowski und Gärten gehören, während der Besetzung durch russische Streitkräfte seit Februar 2022 und durch Beschuss beschädigt wurde. Im selben Monat demontierten die ukrainischen Behörden absichtlich eine 27 Fuß hohe Bronzestatue, die zwei Arbeiter – einen ukrainischen und einen russischen – darstellte, die einen Orden der Völkerfreundschaft zusammenhielten und sich unter dem großen Freiheitsbogen des ukrainischen Volkes befanden. Die Strukturen waren 1982 zum Gedenken an den 60. Jahrestag der Sowjetunion aufgestellt worden, aber die Ukraine hatte seit 2016 über die Entfernung der Statue diskutiert.
Am 4. Mai gaben ukrainische Kulturinspektoren bekannt, dass russische Truppen Kurgane zerstört haben, uralte Grabstätten, die über 2.000 Jahre alt sind. Die Grabhügel sind bis zu 15 Meter hoch und werden Berichten zufolge als erhöhte Stellungen für Artilleriebeschuss genutzt.
Am 6. Mai 2022 wurde das Gregor-Skoworoda-Gedenkmuseum in Skoworodyniwka, Oblast Charkiw, mit einer russischen Rakete beschossen und in Brand gesetzt. Die wertvollsten Gegenstände wurden zuvor evakuiert.

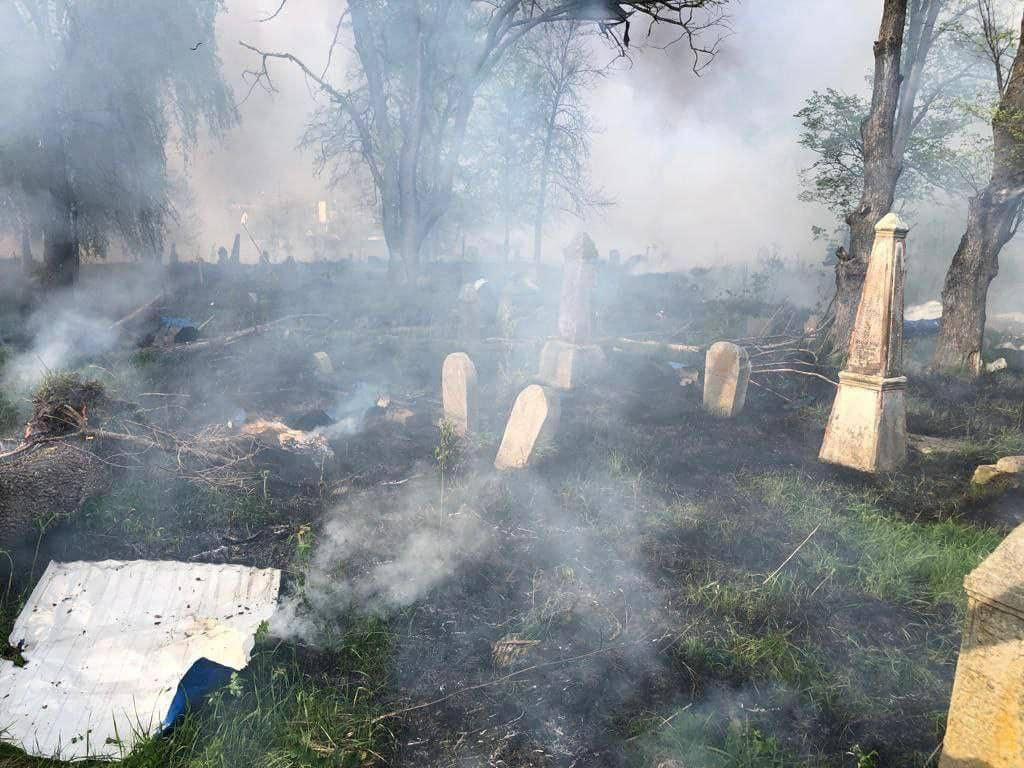
Jüdischer Friedhof in Hluchiw nach dem Beschuss am 8. Mai 2022

Am 8. Mai wurde ein historischer jüdischer Friedhof in Hluchiw durch russischen Beschuss beschädigt. Einige Gräber wurden durch umgestürzte Bäume zerstört, und der Friedhof wurde mit Teilen von Dächern benachbarter Häuser übersät.
Anfang Juni 2022 wurde die Zahl der beschädigten und zerstörten Kirchen in der Ukraine mit 113 angegeben. Der ukrainische Präsident Wolodymyr Selenskyj forderte daher erneut, Russland aus der UNESCO auszuschließen.

### Beunruhigung wegen Plünderungen
Im April 2022 gab die Stadtverwaltung von Mariupol bekannt, dass über zweitausend Exponate aus den Museen von Mariupol geplündert worden waren, darunter Originalwerke von Archip Kuindschi und Iwan Aiwasowski. Die meisten Exponate des Heimatmuseums und des Kuindschi-Kunstmuseums wurden von den russischen Besatzungstruppen entfernt. Die Direktorin des Heimatmuseums von Mariupol, Natalia Kapustnikowa, erklärte jedoch gegenüber der kremlnahen Nachrichtenagentur Iswestija, sie habe die Werke von Aiwasowski und Kuindschi „nach dem Ende der Feindseligkeiten“ den russischen Streitkräften übergeben.
Im Mai 2022 behaupteten ukrainische Beamte, dass russische Streitkräfte in Melitopol die „größte und teuerste“ Sammlung skythischer Artefakte in der Ukraine geraubt hätten.

### 2023

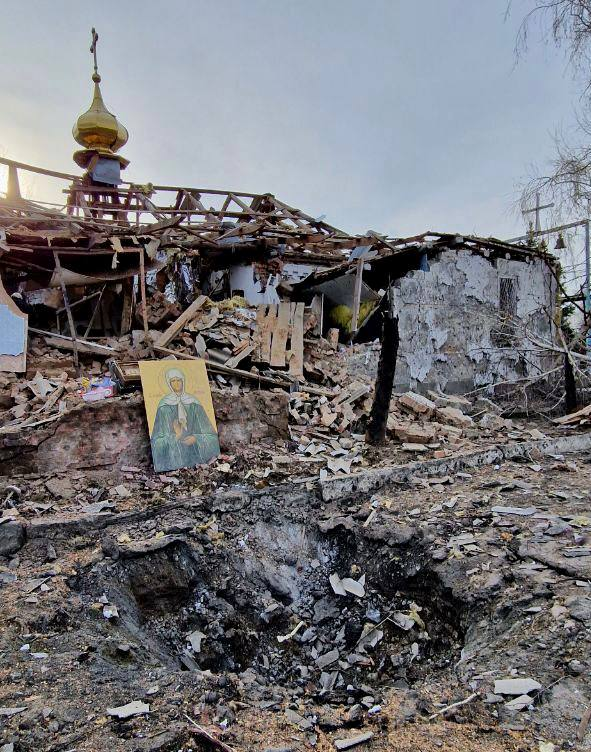
Kirche St. Michael in Komyschuwacha, April 2023

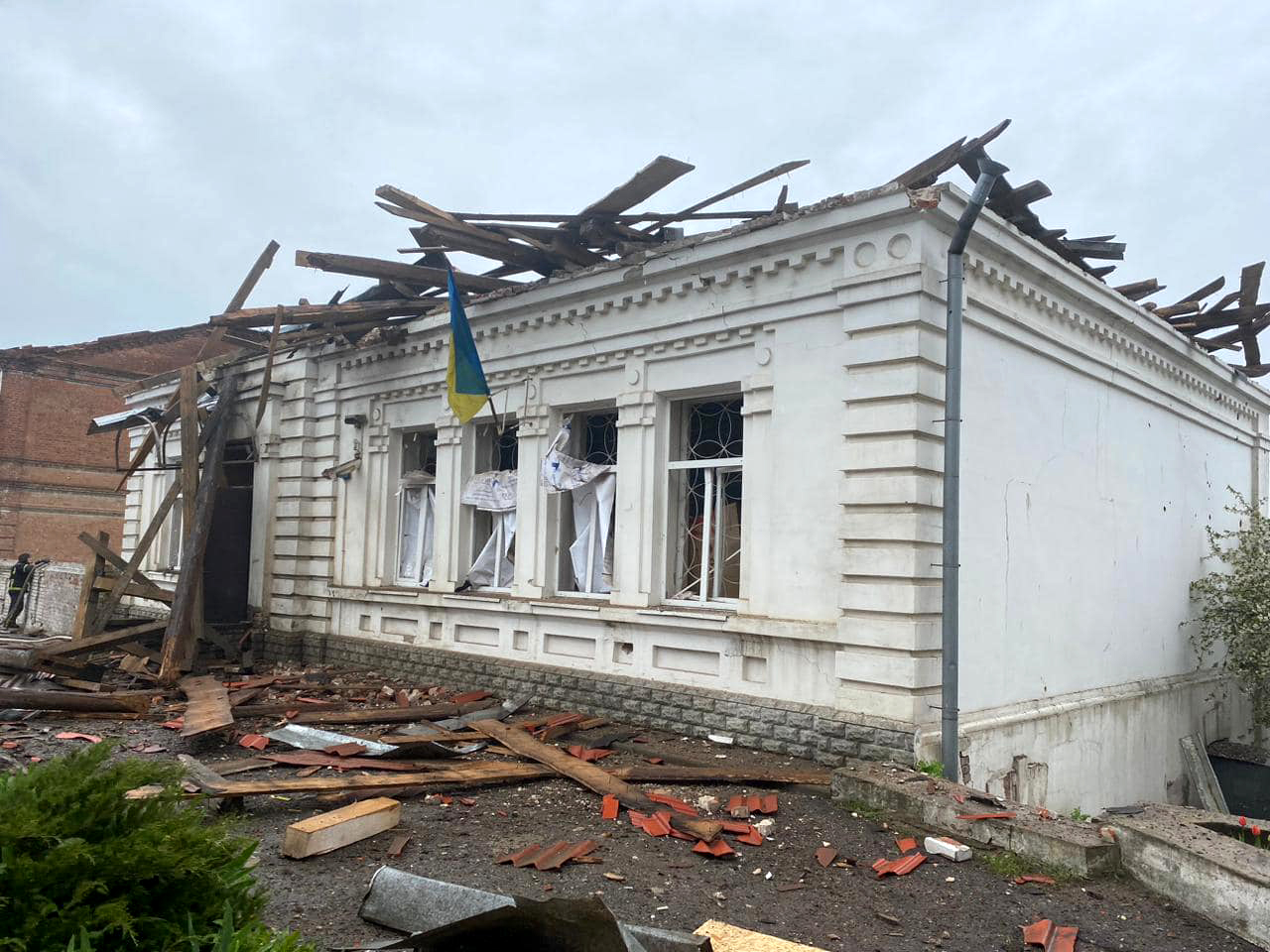
Lokalmuseum Kupjansk, April 2023

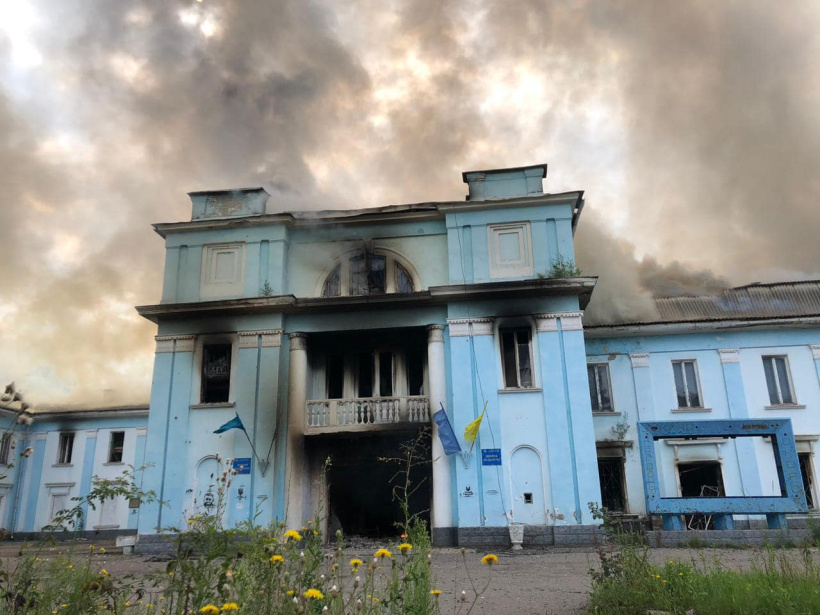
Kulturpalast Tschassiw Jar, Juli 2023

Im weiteren Verlauf des Krieges kam es zu einer Verlangsamung des Vorrückens der russischen Truppen, so dass die Schäden an Kulturgütern zunächst nicht mehr im gleichen Ausmaß registriert wurden. Dennoch wurden durch Luftangriffe immer wieder auch Museen beschädigt oder zerstört, etwa am 25. April 2023 das Lokalmuseum von Kupjansk. Wiederholt wurden Kirchen schwer beschädigt, etwa die Kirche St. Michael in Komyschuwacha am 16. April 2023, die Mykolaikirche in Bachmut am 11. Juli 2023 oder die Verklärungskathedrale von Odessa am 23. Juli 2023.
Ebenfalls häufiger wurde die schwere Beschädigung von Kulturhäusern und Kulturpalästen berichtet. Im Jahr 2023 wurden zum Beispiel in Kupjansk, Cherson (Kulturpalast der Ölarbeiter 19. Juli 2023) oder Tschassiw Jar (23. Juli 2023) schwere Luftangriffe auf derartige Einrichtungen, in denen auch häufig Sammlungen aufbewahrt werden, gemeldet. Einen Sonderfall stellte dabei das Städtisches Volkshaus von Bachmut dar, dessen Osterei-Sammlung unter Beschuss nach Kiew gebracht werden konnte und das später gesprengt wurde, um so den Vormarsch russischer Truppen aufzuhalten.
Am 19. August 2023 stürzte das Dach des Musik- und Schauspieltheaters Taras Schewtschenko in Tschernihiw durch einen Luftangriff ein. Am 23. November 2023 wurde die Bezirksbibliothek Cherson in Brand geschossen. Diese war bereits während der russischen Besatzung geplündert worden. Durch den Brand wurden wertvolle Bücher und Dokumente zerstört. Das Haus der Gelehrten in Odessa, ein denkmalgeschütztes Ensemble, das eine Kunstgalerie sowie wertvolle historische Einrichtungsgegenstände beherbergt, wurde mehrfach durch Druckwellen von nahen Einschlägen beschädigt. Italien sagte daraufhin die Finanzierung der Reparaturen zu.
Die Lage in den russische besetzten Gebieten ließ sich nur schwer einschätzen, da nur wenige gesicherte Informationen zum Umgang der Besatzer mit ukrainischen Kulturgütern bekannt wurden.

### 2024

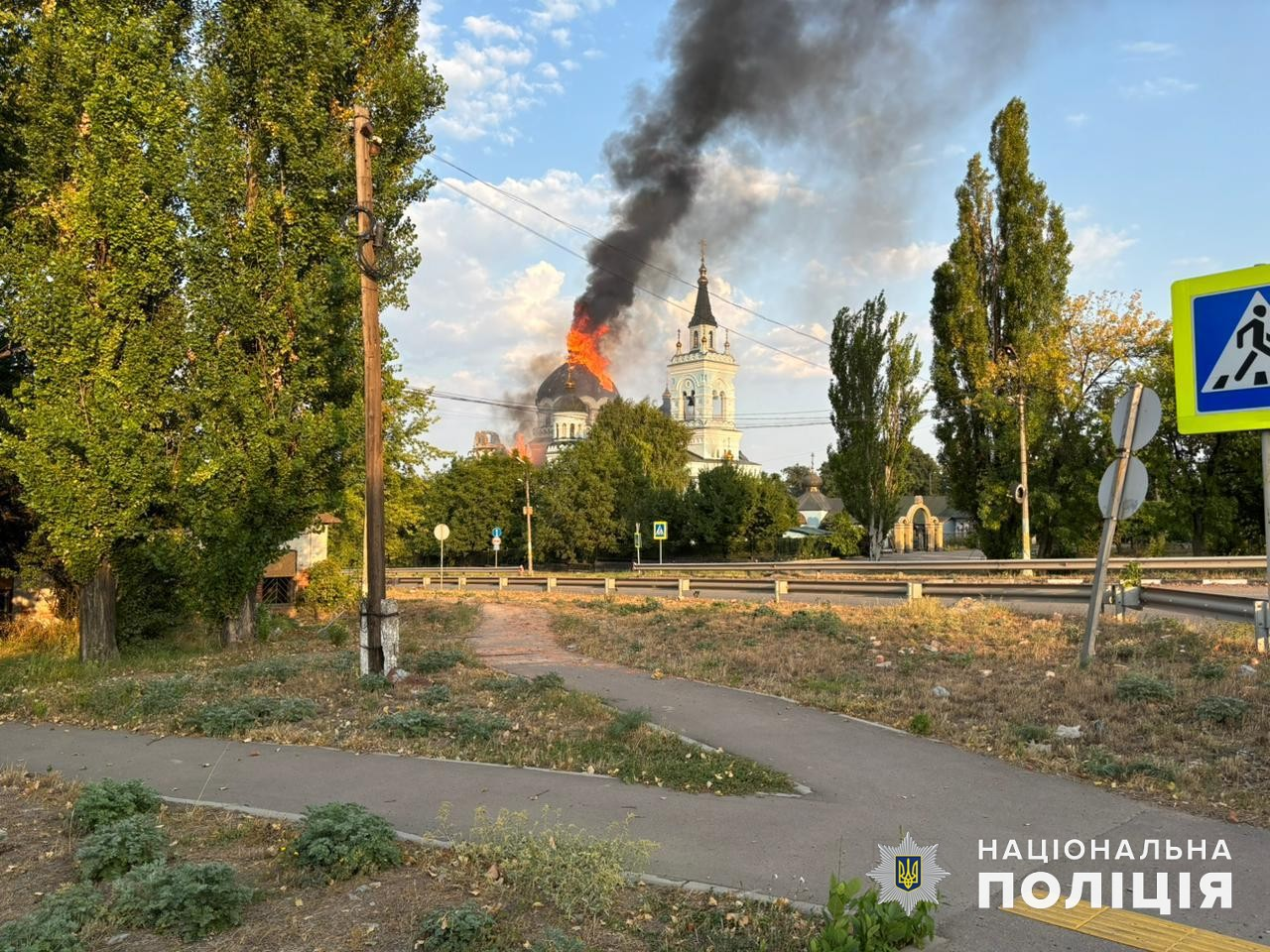
Mariä-Geburt-Kirche von Nowoekonomitschne, August 2024

Im Laufe des Jahres kam es zunächst weiterhin zu schweren russischen Luftangriffen auf ukrainische Ortschaften, später im Jahr gelangen russischen Truppen wieder deutlichere Gebietsgewinne als 2023. Zu den durch Luftangriffe schwer beschädigten Kultureinrichtungen zählt der 1926 erbaute Kulturpalast der Eisenbahner in Isjum oder auch das Kulturhaus von Borowa. Eine der bekanntesten Kirchen der Region Pokrowsk, die Mariä-Geburt-Kirche von Nowoekonomitschne, wurde mehrfach bei Luftangriffen beschädigt, die Kirche St. Seraphim von Sarow in Chutir-Mychajliwskyj wurde im März 2024 getroffen. Bei der großflächigen Bombardierung der Stadt Wowtschansk wurde die Kirche beschädigt. Zudem wurden dort die Oles-Doswitnij-Rajon-Bibliothek und zahlreiche Baudenkmale zerstört. Im August 2024 wurde das Heimatmuseum von Huljajpole beschossen. Es brannte daraufhin aus. Nur zehn Tage zuvor hatte man Teile der Sammlungen nach Saporischschja gebracht.

## Online-Kulturerbe
Freiwillige Helfer auf der ganzen Welt arbeiten daran, digitale Inhalte des ukrainischen Kulturerbes zu archivieren, die durch die russische Invasion im Jahr 2022 von Zerstörung bedroht sind. Das Internet Archive unterstützt verschiedene Bemühungen zur Bewahrung des ukrainischen Kulturerbes, darunter die Initiative Saving Ukrainian Cultural Heritage Online (SUCHO), die am 1. März 2022 gestartet wurde.
SUCHO entstand, nachdem sich drei Wissenschaftler der Stanford University, der Tufts University und des Österreichischen Zentrums für digitale Geisteswissenschaften und kulturelles Erbe Ende Februar 2022 über Twitter zusammengeschlossen hatten. Die Gruppe bemühte sich um eine Ausweitung der Nutzung der Internet Archives Wayback Machine, die nur die Homepage dokumentiert, und nutzte Zuschüsse der Association for Computers and the Humanities und der European Association for Digital Humanities sowie von Amazon und DigitalOcean. In den ersten zwei Wochen der Initiative wurden mehr als 1500 Websites, digitale Ausstellungen, Open-Access-Veröffentlichungen und andere Online-Ressourcen ukrainischer Kultureinrichtungen digital archiviert, was einer Datenmenge von etwa drei Terabyte entspricht.
Das Projekt Backup Ukraine wurde im Mai 2022 angekündigt und arbeitet in Partnerschaft mit Virtue der VICE Media Group, Blue Shield Danmark und der dänischen UNESCO-Nationalkommission. Das Projekt bittet Freiwillige, mit einer App Objekte in der Ukraine zu scannen, die dann in ein 3D-Modell umgewandelt und in eine Cloud-Datenbank hochgeladen werden, um sie zu sichern. Zu den bereits in das Projekt hochgeladenen Scans gehören alltägliche Gegenstände wie Schlafzimmer und Haustiere sowie Kunstwerke.

## Auswirkungen von Schäden an Standorten
Einige Wissenschaftler wie ein Lexikograf und Dozent für ukrainische Sprache an der Columbia University haben die Befürchtung geäußert, dass durch die fortgesetzte Zerstörung der ukrainischen Kultur durch die russischen Streitkräfte versucht wird, die Ukraine zu vernichten, selbst wenn die Ukraine den Krieg gewinnt. Diese Beunruhigungen wurden vom Direktor des UNESCO-Welterbezentrums geäußert, der erklärte, dass die Ukraine nicht nur einen Teil ihres kulturellen Erbes verliere, sondern auch ihre Identität und einen Teil ihrer Geschichte, wenn der Krieg nicht beendet werde. Weitere Verwirrungen wurden von einem US-Sonderberichterstatter für kulturelle Rechte geäußert, der davor warnte, dass die Infragestellung und Verleugnung der ukrainischen Identität und Geschichte durch den Krieg, Äußerungen russischer Autoritätspersonen und die Zerstörung des ukrainischen Kulturerbes dauerhafte Auswirkungen haben würden.
Der Vorsitzende von Blue Shield Danmark gab eine Pressemitteilung heraus, in der er die Besorgnis über die Zerstörung des kulturellen Erbes eines Landes als den schnellsten Weg zur Untergrabung der nationalen Identität hervorhob. Nach dem Zweiten Weltkrieg und anderen Konflikten habe man gelernt, dass die Rettung des kulturellen Erbes eines Landes der beste Weg zum Wiederaufbau der Gesellschaft nach einem Konflikt sei.

## Reaktionen
Ukrainische Wissenschaftler haben sich besorgt über eine „sich anbahnende kulturelle Katastrophe“ geäußert, was auch vom Präsidenten und CEO des J. Paul Getty Trust, James Cuno, aufgegriffen wurde. In seiner Erklärung verurteilte Cuno die kulturellen Gräueltaten in der Ukraine sowie die Verluste an Menschen und Umwelt und erklärte, dass der Schutz und die Bewahrung des kulturellen Erbes einen zentralen Wert darstellen. Die Smithsonian Cultural Rescue Initiative arbeitete mit ukrainischen Kontaktpersonen zusammen, die in der Erhaltung des kulturellen Erbes geschult wurden, um Unterstützung zu leisten.
Das Simon-Wiesenthal-Zentrum forderte die UNESCO am 7. März 2022 auf, unverzüglich Maßnahmen zum Schutz aller religiösen und kulturellen Stätten in der Ukraine zu ergreifen, nachdem berichtet wurde, dass Russland das Holocaust-Gedenkzentrum Babi Yar bombardiert hat. Das Wiesenthal-Zentrum forderte außerdem, dass Russland die ursprünglich für den 19. bis 30. Juni geplante Welterbekonferenz wegen der russischen Invasion nicht ausrichten darf, da die Konferenz in Kasan, einer Stadt in der Republik Tatarstan, die ein Föderationssubjekt Russlands ist, stattfinden sollte.
Das ukrainische Kulturzentrum in East Hollywood, Los Angeles, Kalifornien, veranstaltete eine Kunstspendenaktion, bei der Werke ukrainischer Künstler in LA in einer Kunstausstellung und einer stillen Auktion vorgestellt wurden, sowie ein Konzert mit Werken des verstorbenen Myroslaw Skoryk. Die Veranstalter erklärten, dass der gesamte Erlös für humanitäre Hilfe in der Ukraine gespendet wird, und hofften, dass das kulturelle Erbe und die Sprache an eine weitere Generation weitergegeben werden. Andere, sowohl Flüchtlinge als auch Einwanderer, haben sich während der Feiertage außerhalb der Ukraine an Traditionen und traditioneller Kleidung orientiert, um ihre Unterstützung und Widerstandsfähigkeit gegen die Invasion zu zeigen.
Am 9. März kündigte das Ministerium für Kultur und Informationspolitik der Ukraine die Sammlung von Informationen über die Zerstörung von Kulturgütern in der Ukraine an. Gleichzeitig ruft das Ministerium dazu auf, keine Informationen über den Schutz von Kulturgütern oder den Standort oder die Verbringung von Museumssammlungen während des Krieges zu verbreiten. Am 5. April hat die Ukrainische Kulturstiftung eine interaktive Karte mit der Bezeichnung „Karte der kulturellen Verluste“ veröffentlicht, auf der zerstörte oder beschädigte Kulturgüter im ganzen Land seit der Invasion verzeichnet sind.
Nach Berichten über die Plünderung skythischer Artefakte durch russische Truppen bezeichnete die griechische Kulturministerin Lina Mendoni die Plünderungen als abscheulich und barbarisch und verwies auf frühere Plünderungsaktionen Russlands nach dem Zweiten Weltkrieg, als der Schatz des Priamos aus der Schliemann-Ausgrabung nach Russland gebracht wurde. Mendoni forderte erneut die Erstellung einer Roten Liste, um den illegalen Handel mit geplünderten Artefakten zu verhindern, und die Einrichtung einer Plattform zur Sammlung von Informationen über die geplünderten Kulturgüter.